# Telestula
Telestula is een geslacht van koralen uit de familie van de Clavulariidae.

## Soorten
- Telestula ambigua (Nutting, 1909)
- Telestula batoni Weinberg, 1990
- Telestula corrugata Nutting, 1908
- Telestula humilis Thomson, 1927
- Telestula kuekenthali Weinberg, 1990
- Telestula mosaica (Thomson & Dean, 1931)
- Telestula septentrionalis Madsen, 1944
- Telestula spiculicola Nutting, 1908
- Telestula stocki Weinberg, 1990
- Telestula tubaria Wright & Studer, 1889
- Telestula verseveldti Weinberg, 1990
- Telestula versluysi (Thomson & Dean, 1931)